# Jay Paulson
Pour les articles homonymes, voir Paulson.
Jay Paulson est un acteur américain né le 29 mai 1978.

## Filmographie

### Cinéma
- 1997 : Academy Boyz : Kirk McCormick
- 1998 : Big Party (Can't Hardly Wait) : Murphy, X-Phile #2
- 1998 : Permanent Midnight : Phoenix Punk
- 1999 : Une locataire idéale (Stranger in My House) : Alan
- 1999 : Dancing with Agnes : Vern
- 1999 : Go : Loop
- 2002 : Waiting River : Waki
- 2003 : Rolling Kansas : Dave Murphy
- 2004 : Burning Annie : Sam
- 2004 : Imaginary Heroes : Vern
- 2005 : Partner(s) : John
- 2007 : Cul de sac : Stuart
- 2009 : The Marc Pease Experience : Gerry
- 2011 : Red and Blue Marbles : Ron
- 2012 : Black Rock : Derek
- 2014 : Lucky Bastard : Dave G.
- 2019 : The Laundromat : L'Affaire des Panama Papers (The Laundromat) de Steven Soderbergh : pasteur Conners
- 2023 : Knox (Knox Goes Away)  de Michael Keaton : détective Gelfuso

### Séries télévisées
- 1995 - 1996 : Cybill : Sean (12 épisodes)
- 1996 : Public Morals
- 1997 : New York Police Blues : Sam De Paul
- 1997 : Voilà ! : Kit
- 1999 : Anna Says : Donnie
- 2000 : Battery Park : Carl Zernial (6 épisodes)
- 2001 : Kristin : Richie
- 2001 : Invisible Man : Jeffries
- 2001 : Bob Patterson : Les
- 2005 : A la Maison Blanche : Roger
- 2006 : Studio 60 on the Sunset Strip : Député Roger Boone (2 épisodes)
- 2007 - 2008 : October Road : Physical Phil (19 épisodes)
- 2007 - 2012 : Mad Men : Adam Whitman (3 épisodes)
- 2008 : Les Experts : Leo Finley / Dean James
- 2010 : Happy Town : Eli « Root Beer » Rogers (8 épisodes)
- 2011 : Criminal Minds : Suspect Behavior : Marcus Lee Davison
- 2011 : Castle : Eddie McUsic
- 2012 : Bones : Seth Zalinsky
- 2013 : Longmire : Cal Weston
- 2013 : The Glades : Carl Stewart
- 2014 : Major Crimes : Dr. Frank Wilshaw
- 2015 : Zoo : Leo Butler
- 2015 : The Whispers : Thomas Harcourt (2 épisodes)
- 2019 : I Am the Night : Ohls (4 épisodes)
- 2019 : Catch 22 (mini-série) : A. T. Tappman (4 épisodes)
- 2021 : FBI: International : Agent spécial Harold Porter (2 épisodes)

### Téléfilms
- 1995 : Accusée d'amour
- 1998 : Blind Men
- 1999 : The Appartment Complex : Bones
- 2005 : Blue Skies : Matthew
- 2011 : Identity : Jose Rodriguez
- 2014 : Bleach :

### Courts métrages
- 1999 : Here It Comes : Stoner
- 1999 : Dancing with Agnes : Vern
- 2004 : Honor Among Thieves : Cash
- 2006 : In Memory of Rusty : James Von Carmen